# 東京都道11号大田調布線

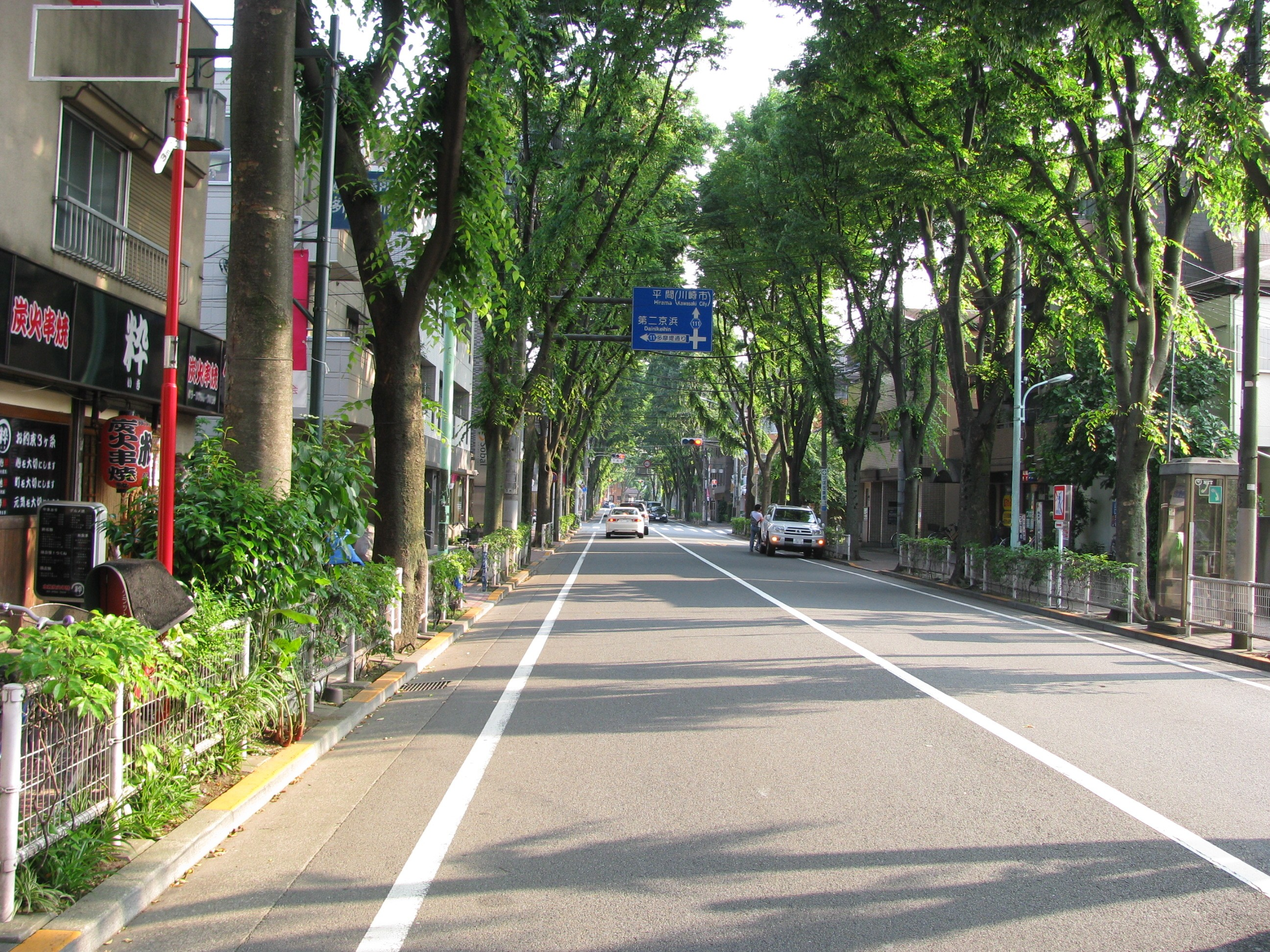
大田区下丸子付近（2010年6月5日）

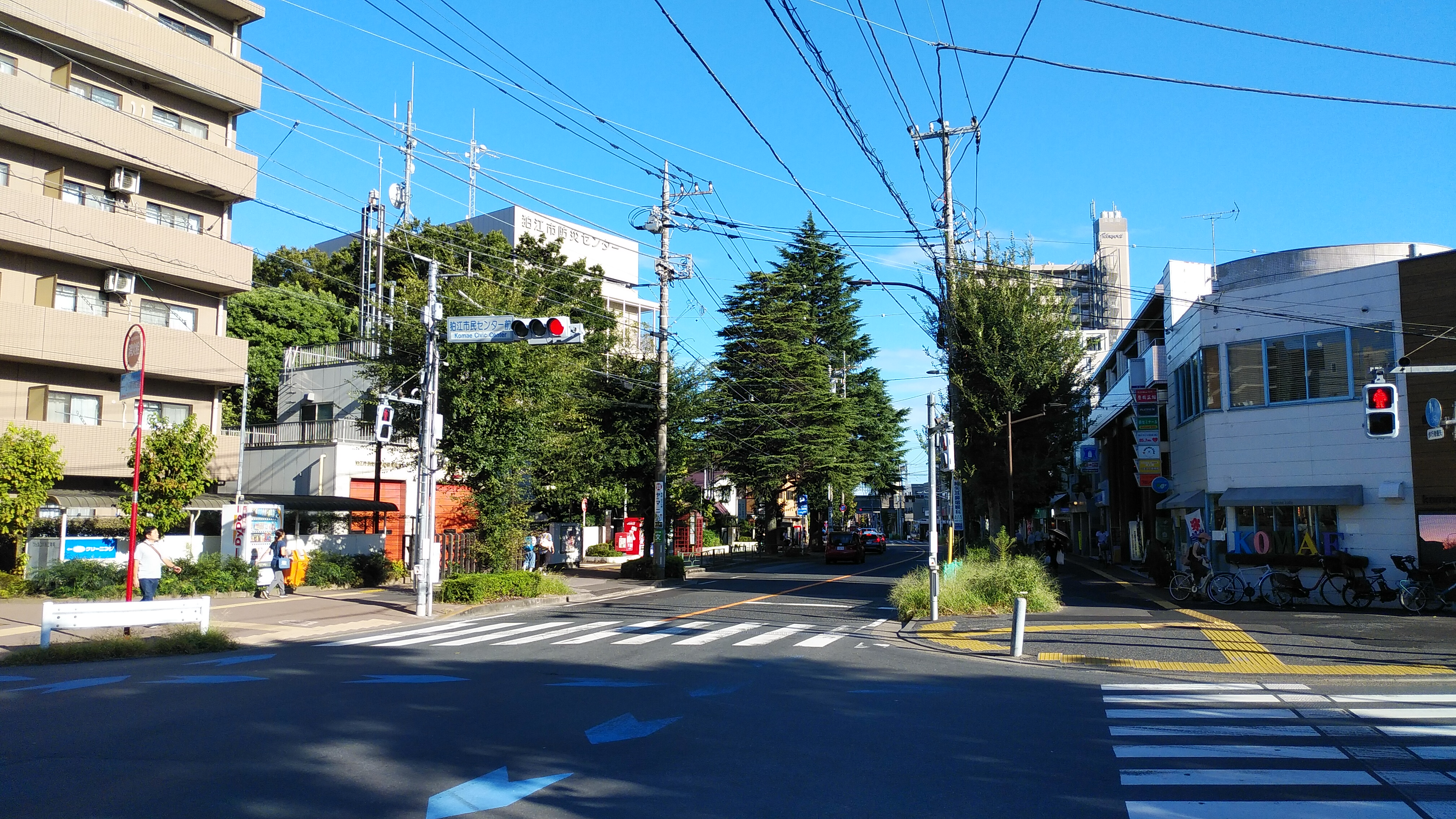
狛江市中和泉付近（2024年9月14日）

東京都道11号大田調布線（とうきょうとどう11ごうおおたちょうふせん）は、東京都大田区から東京都調布市に至る都道（主要地方道）である。支線が存在する。

## 概要
- 起点：東京都大田区東蒲田（東蒲田二丁目交差点）
- 終点：東京都調布市国領町（旧甲州街道入口交差点）
- 路線延長：25,009 m（実延長、2013年4月1日現在）[1]

## 歴史
現在の東京都道11号大田調布線は、1993年（平成5年）5月11日の「建設省告示第千二百七十号」（道路法第五十六条の規定に基づく主要な都道府県道及び市道）により、主要地方道として指定されている。
京王線地下化以前は国領駅付近の踏切がネックとなり踏切渋滞や事故が多く、危険であったが、2012年8月に京王線が国領駅とともに地下化され、同時に交差する踏切も廃止・撤去された。

## 路線状況

### 通称
- 多摩堤通り（大田区・東蒲田二丁目交差点 - 世田谷区喜多見/成城）
- 世田谷通り（世田谷区喜多見/成城 - 狛江市東和泉・狛江三叉路交差点）
- 狛江通り（狛江市東和泉・狛江三叉路交差点 - 調布市国領町・国領駅入口交差点）
- 旧甲州街道（調布市国領町・国領駅入口 - 調布市国領町・旧甲州街道入口交差点）

### 重複区間
- 東京都道311号環状八号線（大田区千鳥・千鳥三丁目交差点 - 大田区千鳥・区民プラザ入口交差点）
- 東京都道3号世田谷町田線（世田谷区喜多見/成城 - 狛江市東和泉・狛江三叉路交差点）
- 東京都道119号北浦上石原線（調布市国領町・国領駅入口 - 調布市国領町・旧甲州街道入口交差点）

### 支線
補助27号線
大田区大森北/大森西・沢田交差点（環七通り交点） －大田区蒲田・あやめ橋交差点（本線交点）
東邦医大通りの一部
荒玉水道道路
世田谷区喜多見（水道道路交点、東京都道428号高円寺砧浄水場線終点・喜多見公園付近） - 世田谷区喜多見（砧浄水場）
水道道路
世田谷区宇奈根/喜多見（東名高速道路立体交差・接続無し） - 狛江市東和泉（世田谷通り交点）
喜多見国領線
調布市国領町（品川通り交点） - 調布市国領町・旧甲州街道入口交差点（本線終点・旧甲州街道起点、甲州街道交点）
2022年8月4日開通

### 一方通行
多摩川一丁目交差点（環八通り交点）から第二京浜交点間は終点方面への一方通行で起点方面へは迂回する必要がある。

### 都市計画路線名橋梁
- 菖浦橋
- 新井橋
- 中之橋（都道3号重複区間）

### 都市計画路線名
- 補125（世田谷区大蔵）
- 補214（狛江市岩戸南）

### 道路交通センサス
道路交通センサスによる大田調布線の各観測地点での交通量はそれぞれ以下の通りである（いずれも2010年〈平成22年〉度時点）。
| 観測地点         |            |          |          |          |        |         |        |   |
| 大型車台数       | 小型車台数 | 二輪車類 | 自転車類 | 歩行者類 | 車道部 | 歩道部  | 車線数 |   |
| 世田谷区玉堤1    | 1,363台    | 7,612台  | なし     | 96台     | 21台   | 6.50 m  | 0.00 m | 2 |
| 世田谷区大蔵6-19 | 1,510台    | 7,787台  | 841台    | 943台    | 584台  | 11.50 m | 1.00 m | 2 |
| 狛江市岩戸南4-22 | 349台      | 5,193台  | なし     | 661台    | 269台  | 5.50 m  | 1.00 m | 2 |

### 将来の対策など
- 緊急輸送道路として当道については、世田谷通り（都道3号重複）は第一次緊急輸送道路、狛江通りと旧甲州街道の全区間は第二次緊急輸送道路、多摩堤通りの内、起点付近は第三次緊急輸送道路、多摩川駅から二子玉川駅間の多摩川沿い区間では緊急河川敷道路に分類されている[3]。

## 地理
多摩川の左岸に沿う経路である。

### 通過する自治体
- 東京都
  - 大田区 - 世田谷区 - 狛江市 - 調布市

### 交差する道路
- 国道15号/第一京浜（大田区東蒲田・東蒲田二丁目交差点）
- 東京都道311号環状八号線/環八通り（大田区多摩川・多摩川一丁目交差点）
- 国道1号/第二京浜（大田区多摩川/矢口）
- 東京都道111号大田神奈川線（大田区下丸子・下丸子交差点）
- 東京都道311号環状八号線/環八通り（大田区千鳥・千鳥三丁目交差点）
- 東京都道421号東品川下丸子線/池上通り（大田区千鳥・千鳥三丁目交差点）
- 東京都道311号環状八号線/環八通り（大田区千鳥・区民プラザ入口交差点）
- 東京都道2号東京丸子横浜線/中原街道（大田区田園調布・丸子橋交差点）
- 東京都道312号白金台町等々力線/目黒通り（世田谷区玉堤）
- 国道466号/第三京浜（世田谷区野毛・接続なし）
- 国道246号/玉川通り（世田谷区玉川・二子玉川交差点）
- 国道246号/東京横浜バイパス（世田谷区玉川・接続なし）
- 東名高速道路（世田谷区大蔵/喜多見・接続なし）
- 東京都道428号高円寺砧浄水場線/荒玉水道道路（世田谷区喜多見）
- 東京都道3号世田谷町田線/世田谷通り（世田谷区喜多見/成城）
- 東京都道3号世田谷町田線/世田谷通り（狛江市東和泉・狛江三叉路交差点）
- 東京都道114号武蔵野狛江線/松原通り（狛江市和泉本町・松原交差点）
- 品川通り（調布市国領町・国領八丁目交差点）
- 東京都道119号北浦上石原線/旧甲州街道（調布市国領町・国領駅入口交差点）
- 国道20号/甲州街道（調布市国領町・旧甲州街道入口交差点）

### 交差する鉄道
- 京急本線（京急蒲田駅付近）
- JR東海道本線・京浜東北線（蒲田駅〈京浜東北線のみ〉付近）
- 東急池上線（蓮沼駅付近）
- 東急多摩川線（矢口渡駅付近、下丸子駅付近、沼部駅付近の3箇所）
- 東海道新幹線・JR品鶴線（横須賀線・湘南新宿ライン）（西大井駅から武蔵小杉駅の間）
- 東急東横線・東急目黒線（多摩川駅付近）
- 東急田園都市線・東急大井町線（二子玉川駅付近）
- 小田急小田原線（狛江駅付近）
- 京王線（国領駅付近）

この内、東急池上線と東急多摩川線（3箇所全て）との交差については現在も踏切が存在している。